# Francesca Palumbo
Francesca Palumbo (Potenza, 10 de febrero de 1994) es una deportista italiana que compite en esgrima, especialista en la modalidad de florete.
Participó en los Juegos Olímpicos de París 2024, obteniendo una medalla de plata en la prueba por equipos (junto con Arianna Errigo, Martina Favaretto y Alice Volpi).
Ganó tres medallas en el Campeonato Mundial de Esgrima entre los años 2019 y 2023, y cuatro medallas en el Campeonato Europeo de Esgrima entre los años 2019 y 2024.
En los Juegos Europeos de Cracovia 2023 consiguió una medalla de oro en la prueba por equipos.

## Palmarés internacional
| Juegos Olímpicos   | Juegos Olímpicos      | Juegos Olímpicos  | Juegos Olímpicos    |
| Año                | Lugar                 | Medalla           | Prueba              |
| ------------------ | --------------------- | ----------------- | ------------------- |
| 2024               | París (Francia)       | Medalla de plata  | Florete por equipos |
| Campeonato Mundial |                       |                   |                     |
| Año                | Lugar                 | Medalla           | Prueba              |
| 2019               | Budapest (Hungría)    | Medalla de plata  | Florete por equipos |
| 2022               | El Cairo (Egipto)     | Medalla de oro    | Florete por equipos |
| 2023               | Milán (Italia)        | Medalla de oro    | Florete por equipos |
| Juegos Europeos    |                       |                   |                     |
| Año                | Lugar                 | Medalla           | Prueba              |
| 2023               | Cracovia (Polonia)    | Medalla de oro    | Florete por equipos |
| Campeonato Europeo |                       |                   |                     |
| Año                | Lugar                 | Medalla           | Prueba              |
| 2019               | Düsseldorf (Alemania) | Medalla de bronce | Florete por equipos |
| 2022               | Antalya (Turquía)     | Medalla de oro    | Florete por equipos |
| 2023               | Plovdiv (Bulgaria)    | Medalla de bronce | Florete individual  |
| 2024               | Basilea (Suiza)       | Medalla de oro    | Florete por equipos |